# Yeh Chun-Chang
Yeh Chun-Chang (25 de Outubro de 1972) é um beisebolista de Taiwan e competiu nos Jogos Olímpicos de Verão de 2004 e Jogos Olímpicos de Verão de 2008.